# Salpis synopsioides
Salpis synopsioides är en fjärilsart som beskrevs av Paul Dognin 1893. Salpis synopsioides ingår i släktet Salpis och familjen mätare. Inga underarter finns listade.